# Nectopsyche stigmatica
Nectopsyche stigmatica là một loài Trichoptera trong họ Leptoceridae. Chúng phân bố ở vùng Tân nhiệt đới và vùng Tân Bắc giới.